# پل مارتین (کارگردان)
پل مارتین (مجاری: Paul Martin؛ ‏ ۸ فوریهٔ ۱۸۹۹ – ۲۶ ژانویهٔ ۱۹۶۷) بازیگر، کارگردان فیلم و فیلم‌نامه‌نویس اهل مجارستان بود.
از فیلم‌هایی که وی در آن‌ها نقش داشته‌است، می‌توان به اورینت اکسپرس اشاره نمود.